# Obuloides rimandoi
Obuloides rimandoi är en spindeldjursart som beskrevs av Corpuz-Raros 1978. Obuloides rimandoi ingår i släktet Obuloides och familjen Tenuipalpidae. Inga underarter finns listade i Catalogue of Life.